# Реакция сверхчувствительности
Реакция сверхчувствительности (HR от англ. hypersensitive response, реже гиперчувствительный ответ) — механизм, используемый растениями, чтобы предотвратить распространение инфекции, вызванной микробными патогенами . HR характеризуется быстрой гибелью клеток в локальной области вокруг инфекции. HR служит для ограничения роста и распространения возбудителей на другие части растения. HR является аналогом врождённого иммунитета у животных, и, как правило, предшествует более медленному системному (охватывающему всё растение) ответу, что в итоге приводит к системной приобретённой устойчивости.

## Механизм
HR запускается после молекулярно-биологического распознавания патогена. Идентификация патогена обычно происходит, когда продукты генов авирулентности, выделяемые возбудителем, связываются или взаимодействуют опосредованно с продуктами генов устойчивости (R) растения (отношения «ген против гена»). R гены являются высоко полиморфными, и многие растения образуют несколько различных типов продуктов этих генов, что позволяет им распознавать продукты генов авирулентности различных патогенов.
На первом этапе HR, активация R-генов вызывает выходящий ионный поток гидроксид аниионов (OH-) и катионов калия (K+) из клеток. Одновременно с этим происходит вход катионов кальция (Ca2+) и протонов (H+) в клетку.
Во время второй фазы, в клетках вовлечённых в HR происходит окислительный всплеск. При этом массово образуются активные формы кислорода (АФК) (супероксид- анионы, перекись водорода, гидроксильные радикалы), а также активные формы азота (оксид азота и другие). Эти вещества влияют на функции клеточной мембраны, в частности, вызывая перекисное окисление липидов, что ведёт к их повреждению.
Изменения в ионном составе клетки, и распад клеточных компонентов в присутствии АФК, приводит к гибели клеток и образованию местных поражений. Кроме того, активные формы кислорода инициируют отложение лигнина и каллозы. Также АФК вызывают сшивание предварительно синтезированных гликопротеинов, обогащённых гидроксипролином. В частности, при участии тирозина в мотиве PPPPY белка P33, локализованного в матриксе клеточной оболочки, происходит сшивание этого белка в трёхмерную сеть. Все эти соединения укрепляют стенки клеток, окружающих инфекционный очаг, создавая барьер и препятствуя дальнейшему распространению инфекции.

## Посредники
Было показано, что несколько ферментов участвуют в генерации АФК. Например, медь - содержащая аминоксидаза, катализирует окислительное дезаминирование полиаминов, особенно путресцина, и освобождает АФК-медиаторы перекись водорода и аммиак. Среди других ферментов, которые, как полагают, играют роль в образовании АФК можно назвать: ксантиноксидазу, НАДФН оксидазу, оксалат оксидазу, различные пероксидазы, и флавин-содержащие аминоксидазы.
В некоторых случаях клетки, окружающие очаг поражения, синтезируют разнообразные противомикробные соединения: фенолы, фитоалексины и связанные с патогенезом (PR от англ. pathogen related) белки, β-глюканазы и хитиназы. Эти соединения могут нарушать целостность клеточных стенок бактерий; или задерживать созревание, нарушать метаболизм или предотвращать размножение патогена
Исследования показали, что протекания реакции сверхчувствительности и последовательность разрушения клеточных компонентов растений зависят от каждого отдельного взаимодействия растений и патогенов. Тем не менее в реакции сверхчувствительности можно выделить ряд общих закономерностей. Так например, HR при любой паре растение-патоген, требуют участия цистеиновых протеаз. Индукция гибели клеток и элиминация патогена также требует активного синтеза белка, функционального актинового цитоскелета и участия салициловой кислоты.

## Уклонение патогена от реакции сверхчувствительности
В ходе эволюции у патогенов возникло несколько стратегий, направленных на подавление ответных мер защиты растений. Среди таких стратегий можно перечислить: изменение пути запрограммированной смерти клеток, ингибирование защитных веществ в оболочках клеток, изменение гормонального статуса растений и экспрессии защитных генов.